# جائزة لجنة التحكيم (مهرجان كان)
جائزة لجنة التحكيم (بالفرنسية: Prix du Jury)‏ هي إحدى الجوائز التي توزع في مهرجان كان السينمائي.